# Datové centrum

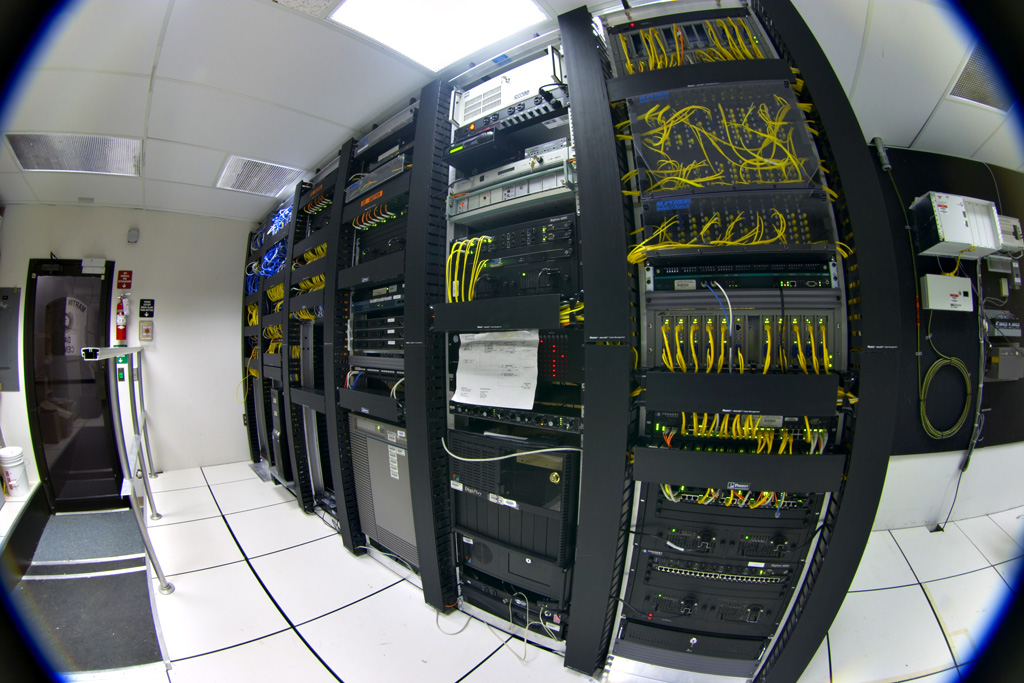
Serverovna

Datové centrum či datacentrum případně serverovna je označení pro specializované prostory pro umístění počítačové techniky serverového typu, která je určena k nepřetržitému provozu. Je to místo, které má serverům a dalším technologickým zařízením zajistit bezproblémový a stabilní provoz bez vlivu z okolí. Malá a střední datová centra provozovaná jednotlivými institucemi, firmami či státními organizacemi ve svých vlastních prostorách obvykle nazýváme serverovnami. Velká datová centra (někdy nazývaná telehouse) bývají provozovány velkými telekomunikačními či technologickými firmami a slouží i pro externí klienty, například k serverhostingu.

## Historie
Serverovny mají své kořeny v obrovských počítačových místnostech pro sálové počítače, které vznikaly v raném věku počítačového průmyslu. První počítačové systémy byly složité na provoz a údržbu. Také vyžadovaly speciální prostředí, ve kterém mohly fungovat. Protože pro propojení všech komponent bylo zapotřebí velké množství kabelů, bylo nutné vytvořit standardy a metody pro přizpůsobení a organizaci vedení, například racky pro umístění komponent, zdvojené podlahy a kabelové žlaby (instalované nad podhledy nebo pod zvýšenou podlahou). Tyto serverovny také vyžadovaly velký přísun energie a musely být také efektivně chlazeny, aby nedocházelo k přehřátí.
Dalším klíčovým prvkem byla bezpečnost – tyto počítače byly velmi drahé a používané především pro vojenské účely, proto bylo také nutné zavést základní pravidla pro přístup a pro správu těchto zařízení.
Během rozmachu počítačového průmyslu (zejména v průběhu 80. let 20. století) počítače začaly být nasazovány všude – v mnoha případech však s malou nebo žádnou péčí o splnění jakýchkoliv provozních požadavků. Nicméně s tím, jak se oblast informačních technologií (IT) začala rozvíjet, si firmy si začínaly uvědomovat, že je zapotřebí začít kontrolovat prostředky IT.
Kolem roku 1990 (kdy přichází Linux, dochází k šíření dalších volně dostupných operačních systémů, ale také k ústupu MS-DOS oproti multi-taskingu schopnému OS Windows) začínají počítače nacházet svá místa ve starých počítačových místnostech. Dostupnost levných síťových zařízení (spolu s novými standardy pro strukturovanou kabeláž) umožnila použití hierarchického návrhu, který specifikoval umístění serverů do konkrétních míst uvnitř firem. Používání termínu „serverovna“ ve významu „speciálně konstruovaná počítačová místnost“ začalo být stále více populární.
Boom serveroven přišel během internetové horečky. Firmy potřebovaly rychlé připojení k internetu a neustálou provozuschopnost pro nasazování systémů a zajištění dostatečné konektivity. Instalace takovýchto zařízení však nebylo únosná pro mnoho menších firem. Velké společnosti tak začaly budovat velmi velké prostory, tzv. Internetová datová centra (IDCs), která poskytovala podnikům řadu řešení pro nasazení a provoz systémů. Nové technologie a postupy byly navrženy tak, aby zvládaly velkých rozsah provozních požadavků a náročných operací. Tyto praktiky nakonec vedly ke vzniku menších soukromých datových center (serveroven). Datová centra pro cloud computing, se nazývají cloudová datová centra (CDCS). V dnešní době však toto rozdělení vymizelo, vše je tedy integrováno do pojmu „datová centra“.
S nárůstem využívání cloud computingu se obchodní a vládní organizace začínají více angažovat ve zkoumání datových center. Zejména v oblastech jako je bezpečnost, dostupnost či dopad na životní prostředí nebo dodržování standardů. Vznikají tak standardizační dokumenty od akreditovaných profesních skupin (například Telekomunikační průmyslová asociace, která specifikuje požadavky na datová centra). V tomto oboru je stále zapotřebí investovat do vývoje, ať už se týká provozních výkonů, nebo šetrnosti k životnímu prostředí. Datová centra obvykle bývají velmi nákladná na vybudování i na údržbu. Díky tomu, že se projevuje Jevonsův paradox, nelze problém náročnosti datových center vyřešit pouze technicky. Firmy sice slibují uhlíkovou neutralitu center v blízké budoucnosti, ale velkou část na provoz a výrobu center do toho často nezapočítávají.
V letech 2018 až 2020 provedl Microsoft experiment s provozem datového centra pod vodou v dusíkové atmosféře. Výhodou takového řešení je přirozené chlazení vodou, odolnost proti požárům v bezkyslíkové atmosféře či zabezpečení nedostupností.

## Výbava datového centra
Datová centra nesou označení tříd, které informuje o tom, na jaké úrovni spolehlivosti a dostupnosti jsou. Třídy jsou čtyři. Mezi standardní parametry kvalitního datového centra patří především:
Kvalitní a zálohovaná elektrická napájecí síťSystém pro záložní elektrické napájení dobře odolné proti výpadku napájení z veřejné elektrorozvodné sítě. Zálohování napájení bývá u větších datových center realizováno pomocí dieselových agregátů (motorgenerátory) spojených se záložními alternátory, které slouží k zásobování počítačů elektrickou energií při dlouhodobém výpadku napájení z rozvodné sítě. Dále jsou běžně používána zařízení UPS, která poskytují okamžité zásobování elektrickou energií (ze statických baterií) v době mezi začátkem výpadku sítě a nastartováním záložních zdrojů napájení.
KlimatizaceKlimatizace slouží k odvodu tepla, které ve velké míře produkují veškerá technická zařízení (popřípadě i lidé nacházející se z pracovních důvodů v serverovně). Porucha klimatizace by způsobila rychlé přehřátí všech zařízení během poměrně krátké doby, jedná se zpravidla o jednotky minut.
Redundantní a rychlé připojení do počítačové sítěRychlé připojení je realizováno zejména k sítím, z nichž je vytvořena síť Internet nebo firemní Intranet. Za redundantní síť je považována taková počítačová síť, která je odolná proti poruše některé ze svých částí. Při výpadku jedné části sítě by měla s co nejmenšími následky veškerý provoz sítě převzít její zbylá část.
Zdvojená podlaha či stropPod horní zvýšenou podlahou vznikne prostor, který je vhodný pro snadnou instalaci a úpravy kabelových rozvodů bez nutnosti vést kabely na povrchu (výška prostoru bývá projektována v desítkách centimetrů). U některých serveroven může být takto upraven i strop místnosti ve formě technologického podhledu.
Zabezpečení a ostraha objektuJe nutné zajistit, aby se do objektu nedostaly neoprávněné osoby a nemohly způsobit žádné škody (primární ochrana zařízení proti jakémukoliv fyzickému poškození zařízení, ztrátě dat, odcizení dat, zneužití uložených údajů v pamětech počítačů, zhroucení sítě apod.). Objekty datových center proto zpravidla mají stálou fyzickou ostrahu, kamerový systém, systém elektronického uzamykání dveří, systém detekce pohybu osob, požární a kouřová signalizace, nerozbitná skla v oknech a další speciální mechanické a elektronické zábrany znemožňující průnik cizích osob do objektu.
Evidence přístupu osobJe vhodné evidovat přístupy veškerých osob a jejich činnost.
Vhodná lokalitaVolena je taková lokalita, která umožní bezpečné prostředí (např. mimo záplavové zóny a jinak nebezpečná či ohrožená místa). U obchodních a výrobních firem a organizací může být výhodné, aby tato místa byla současně dobře přístupná pro zákazníky, u některých státních a veřejnoprávních institucí pak přístupná pro všechny občany. U některých vybraných firem, institucí a státních či veřejnoprávních organizací je naopak nutné vysoký stupeň utajení a diskrétnosti, kde je jakýkoliv přístup cizích osob do objektu velmi nežádoucí. Záleží vždy na tom k jakému účelu ta která serverovna primárně slouží.
Hasicí zařízeníNutné je především tzv. stabilní hasicí zařízení, které je tvořeno rozvody (trubkami) po celé serverovně a hasicími náplněmi (většinou velké tlakové láhve). Hasicí náplní by měl být speciální hasicí plyn pro technologické prostory, který žádným způsobem nepoškozuje instalované technologie a je také částečně dýchatelný. Tato hasicí zařízení většinou slouží jako poslední záchrana, když nelze případný požár zdolat jinými hasebními prostředky. Tato zařízení a jejich náplně bývají ekonomicky velmi nákladná, ale u větších serveroven je třeba vždy brát do úvahy, že počítačové technologie umístěné v serverovně a především data na nich uložená mívají často mnohem vyšší cenu (někdy i o několik řádů vyšší). Samozřejmostí musí být také ruční plynové hasicí přístroje, které taktéž nevadí zde instalovanému hardware, a kouřová a požární čidla resp. detektory ohně.
Bezprašné prostředíVentilační a klimatizační systém musí účinně filtrovat především polétavý prach a další drobné nečistoty obsažené v ovzduší tak, aby se jakékoliv nežádoucí materiály nedostaly do serverů i do dalších technologických zařízení v serverovně umístěných. Jde o to, aby prach, popílek či rostlinný pyl nezpůsoboval v počítačích a k nim připojených zařízeních žádné problémy.

## Velká datová centra v Česku
Za zmínku stojí následující datová centra:
- VSHosting ServerPark v pražské Hostivaři
- Casablanca INT Telehouse
- CE Colo Czech (Sitel)
- Datové centrum Coolhousing
- Master Internet (Master DC Praha a Brno)
- itself TH Brno, TH Ivančice a TH Ostrava
- Hostingové centrum Nagano[5]
- Novera housing (GTS Novera)
- Pragonet Telehouse Prague
- TTC Teleport DC1 a DC2
- Algotech cloud
- Datové centrum DC Vega
- Algotech cloud datové centrum Libčice nad Vltavou
- O2 Datové centrum Stodůlky[6][7]

## Aplikace
Hlavním cílem serverovny je provoz aplikací informačních systémů, které zpracovávají základní obchodní a provozní data organizací. Tyto systémy mohou být proprietární a interně vyvinuté organizací, anebo zakoupené od dodavatelů podnikového softwaru. Běžně jsou to aplikace pro ERP a CRM.
Serverovna může být zaměřena pouze na operační architekturu, popř. může poskytovat i další služby.
Tyto serverovny se často skládají z více zařízení (z nichž každé provozuje jednu komponentu). Takovými běžnými komponentami jsou databáze, souborové servery, aplikační servery, middleware, a různé další.
Serverovny mohou také být používány pro externí zálohy. Společnosti mají možnost si předplatit zálohovací služby poskytované datovým centrem. To se často používá ve spojení se zálohovacími páskami. Zálohy lze stáhnout ze serverů lokálně na pásek. Pásky uložené na jednom místě však mohou představovat bezpečnostní hrozbu (a jsou také náchylné k požáru a zaplavení). Šifrované zálohy lze zasílat přes internet do jiného datového centra, kde je zajištěno jejich bezpečné uložení.
Pro rychlé nasazení a zotavení po havárii několik velkých dodavatelů hardwaru vyvinulo mobilní řešení, které může být nainstalováno a zprovozněno ve velmi krátkém čase. Společnosti jako Cisco Systems, Sun Microsystems (Sun Modular Datacenter), Bull (mobull), IBM (Portable Modular Data Center), HP (Performance Optimized Datacenter), Huawei (Container data Center Solution) a Google (Google Modular data Center) mají řešení, které by mohly být použity pro tento účel.